# Irénée Hausherr
Irénée Hausherr, all'anagrafe Hausherr Robert Medard (Eguisheim, 7 giugno 1891 – Colmar, 5 dicembre 1978), è stato un gesuita francese, docente di patristica e spiritualità dell'Oriente cristiano al Pontificio Istituto Orientale di Roma.

## Biografia
Irénée Hausherr entra nella Compagnia di Gesù nel 1909. Durante la prima Guerra mondiale studia teologia a Gemert (Paesi Bassi), Enghien (Belgio) e a Parigi.
Oltre al greco e al latino studia numerose lingue (inglese, tedesco, siriaco, armeno, arabo, russo e lingue slave).  Il 15 luglio 1923 è ordinato sacerdote.
Dopo gli studi di filologia e teologia, dal 1927 insegna al Pontificio Istituto Orientale di Roma.  
È considerato il fondatore degli studi di spiritualità dell'Oriente cristiano a livello accademico. La sua opera è stata proseguita da Tomás Spidlík, suo successore al Pontificio Istituto Orientale.  
Irénée Hausherr ha pubblicato numerosi libri e articoli in cui l'erudizione si sposa felicemente a una grande chiarezza espositiva. I suoi autori prediletti sono Evagrio Pontico, Massimo il Confessore e Simeone il Nuovo Teologo. I suoi studi sulla preghiera (nell'ambito dell'esicasmo, pratica che Hausherr ha contribuito a far conoscere in Occidente), la direzione spirituale, il "penthos" (compunzione), la "philautìa" (amor proprio, egoismo) e la contemplazione costituiscono tuttora un prezioso riferimento per gli studiosi.     

## Opere tradotte in italiano
- Preghiera di vita, vita di preghiera, note di conferenze presentate da Michel Olphe-Galliard, Paoline, Milano 1967; (con il titolo Il guado dello Iabbok. Introduzione alla preghiera, Edizioni Kolbe, Seriate 2013)
- Obbedienza e vita religiosa. Teologia della volontà di Dio e obbedienza cristiana, Paoline, Alba 1968
- Adorare Dio in spirito e verità. Dieci conferenze spirituali, presentazione di Michel Olphe-Galliard, Edizioni paoline,  Milano 1969.
- Carità e vita cristiana, Pont. Institutum orientalium studiorum, Roma 1970.
- Novità di vita nel Cristo Gesù, Pont. institutum orientalium studiorum, Roma 1970.
- Solitudine e vita contemplativa secondo l'esicasmo, Queriniana, Brescia 1978.
- Alzati e mangia (1 R 19,5). Riflessioni su alcuni versetti del Vangelo di Giovanni, Monastero di santa Scolastica, Civitella san Paolo 1979.
- Philautia. Dall'amore di se alla carità, a cura di Lisa Cremaschi, Qiqajon, Magnano 1999.
- Padre, dimmi una parola. La direzione spirituale nell'antico Oriente, trad. di Romano Baldelli, Edizioni Scritti Monastici-Abbazia di Praglia, Bresseo di Teolo (PD) 2012.
- Penthos. La dottrina della compunzione nell'Oriente cristiano, trad. di Luigi Danieli, Edizioni Scritti Monastici-Abbazia di Praglia, Bresseo di Teolo (PD) 2013.